# Royal IHC
Royal IHC eller Koninklijke IHC, fram till 2014 IHC Merwede, är ett nederländskt varv och mekaniskt verkstadsföretag med huvudkontor i Kinderdijk. Företaget tillverkar fartyg och utrustning för muddrings- och offshoreindustrin. Företaget är marknadsledande beträffande byggandet av mudderverk. 
En del av företaget fanns redan på 1600-talet, nämligen varvet Smit & Zoon i Kinderdijk. Företaget räknar sitt grundande till 1688. Industrisliseringen gjorde det senare nödvändigt med nya och djupare kanaler och som en följd växte efterfrågan på mudderverk. Därför grundades allt flera varv för att bygga sådana specialiserade fartyg. År 1943 sammanslöt sig varven Gusto och Conrad i Schiedam, L. Smit & Zoon och J. & K. Smit i Kinderdijk, Vershure i Amsterdam samt De Klop i Sliedrecht i ett partnerskap. År 1965 slogs företagen samman till IHC Holland ("Industriële Handels Combinatie Holland").
IHC Holland och Merwede Shipyard slogs samman 1992. IHC Holland hade specialiserat sig på muddring och Merwede Shipyard också på muddring, men även på offshoreindustrin. År 1995 ändrades namnet till IHC Holland Merwede, senare till IHC Merwede. 
År 2014 fick IHC rätt att använda beteckningen kunglig, varefter det namnändrades till Koninklijke IHC och en krona lades till logotypen.  
Efter nedskärningar under 2010-talet bygger IHC fartyg i Krimpen aan den IJssel och Kinderdijk. Slipen stängdes ned i Sliedrecht, dit all annan IHC-produktionsverksamhet, såsom utrustning för fartyg, koncentrerades. Varvet i Hardinxveld-Giessendam såldes till Neptune Marine 2017. 
År 2018 arbetade cirka 3.300 personer på Koninklijke IHC.

## Bildgalleri

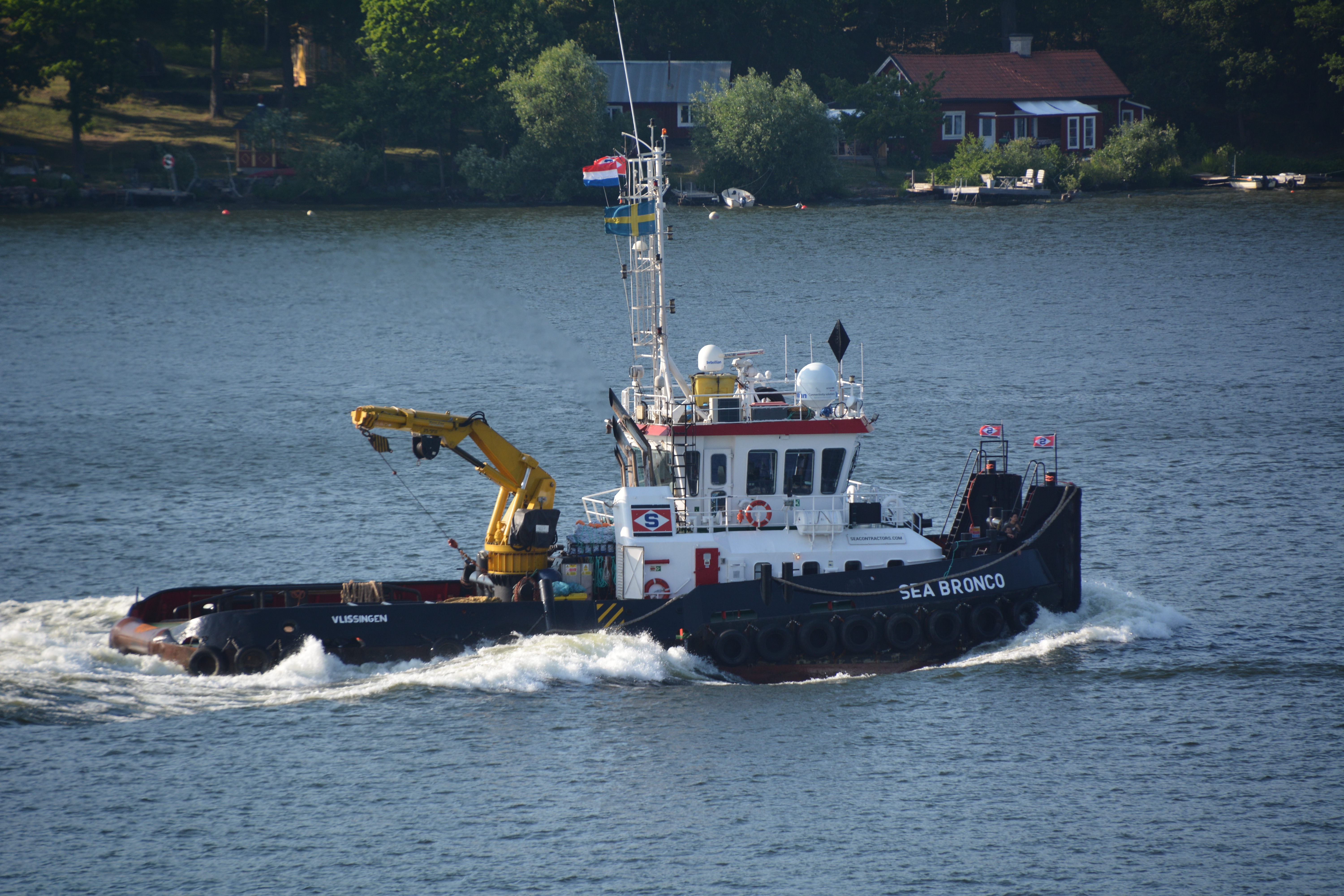
Sea Bronco, tillverkad 2006
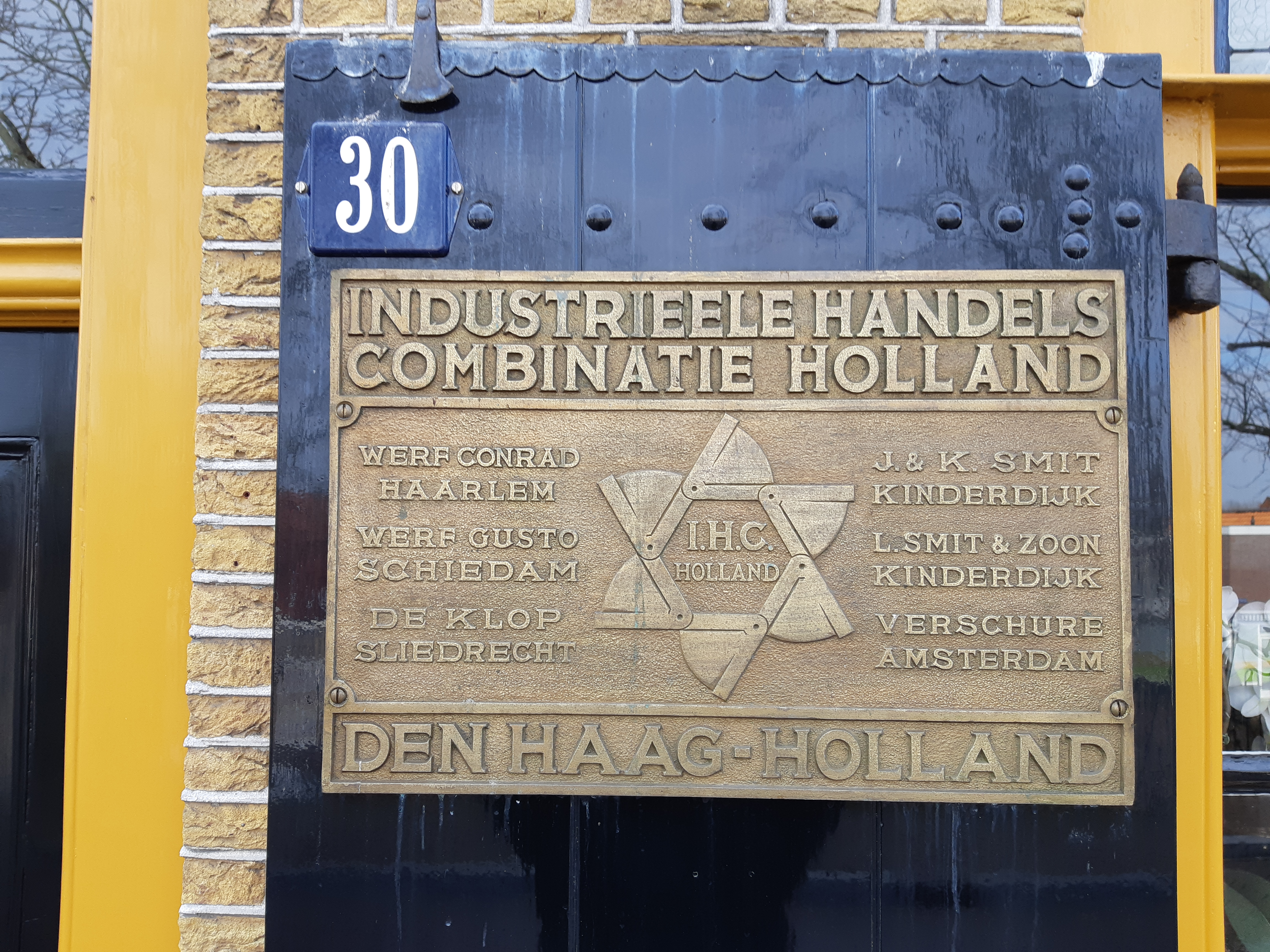
Skylt för Industriële Handels Combinatie Holland

## Externa tjänster
- Royal IHC:s webbplats